# Carolina Bartczak
Carolina Bartczak (Gehrden, 5 de octubre de 1985) es una actriz alemana de cine y televisión, reconocida por su actuación en la película de 2016 X Men: Apocalipsis, en la que interpretó a la esposa de Erik Lehnsherr.

## Carrera
Carolina, de padres polacos, nació en Alemania. En su juventud se mudó a Canadá, donde cursó estudios de bioquímica en la Universidad de Toronto. Más tarde estudió artes en la Universidad de Lyon. Luego de desempeñarse por un tiempo como escritora de viajes, en 2009 inició estudios en la escuela de teatro Neighborhood Playhouse en la ciudad de Nueva York. Participó en la serie de animación canadiense Misterios de Alfred Hedgehog (2010) y ha actuado en las películas Los Pitufos 2 (2013), Brick Mansions (2014) y X-Men: Apocalipsis (2016).
En 2023 fue incluida en el reparto principal del seriado de Netflix Painkiller.

## Filmografía
| Año  | Título                            | Papel                  | Notas               |
| ---- | --------------------------------- | ---------------------- | ------------------- |
| 2023 | Beacon 23                         | Ree Avalon             | Serie de televisión |
| 2023 | Painkiller                        | Lily Kryger            | Serie de televisión |
| 2022 | Moonfall                          | Brenda Lopez           | Largometraje        |
| 2020 | Most Dangerous Game               | Esposa                 | Serie de televisión |
| 2020 | Hall                              | Val                    | Largometraje        |
| 2019 | Carter                            | Abigail                | Serie de televisión |
| 2019 | White Lie                         | Magda                  | Largometraje        |
| 2018 | The Bold Type                     | Eden                   | Serie de televisión |
| 2018 | Far Cry 5                         | Líder del culto        | Videojuego          |
| 2017 | Rainbow Six Siege                 | Zofia Bosak            | Videojuego          |
| 2017 | An Audience of Chairs             | Maura Mackenzie        | Largometraje        |
| 2016 | Business Ethics                   | Amanda Dean            | Largometraje        |
| 2016 | Cleverly Disguised                | Dana                   | Cortometraje        |
| 2016 | X-Men: Apocalypse                 | Magda                  | Largometraje        |
| 2015 | Gray Area                         | Nina                   | Cortometraje        |
| 2015 | The Secret Life of Marilyn Monroe | Phyllis                | Serie de televisión |
| 2015 | Mayday                            | Lauren Bessette        | Serie de televisión |
| 2014 | Brick Mansions                    | Clara                  | Largometraje        |
| 2014 | Femme Brulee                      | Colleen Zimmerman      | Cortometraje        |
| 2013 | Karma's a Bitch                   | Kaira                  | Serie de televisión |
| 2013 | The Listener                      | Sarah Wembley          | Serie de televisión |
| 2013 | The Smurfs 2                      | Peanut Mom             | Largometraje        |
| 2013 | Plato's Reality Machine           | Maggie                 | Largometraje        |
| 2012 | Covert Affairs                    | Debra                  | Serie de televisión |
| 2011 | RoomBuds                          | Carly                  | Cortometraje        |
| 2011 | Screwed                           | Mirabel                | Serie de televisión |
| 2011 | Crazy Photographer                | Ivanka Trovovich       | Largometraje        |
| 2011 | Wilt                              | Chica del vestido rojo | Largometraje        |
| 2010 | The Mysteries of Alfred Hedgehog  | Alfred Hedgehog (voz)  | Serie de televisión |